# Teretrurus sanguineus
Genre
Espèce
Synonymes
- Plectrurus sanguineus Beddome, 1867
- Platyplectrurus hewstoni Beddome, 1876
- Plectrurus scabricauda Theobald, 1876
- Teretrurus travancoricus Beddome, 1886

Statut de conservation UICN

 LC  : Préoccupation mineure
Teretrurus sanguineus, unique représentant du genre Teretrurus, est une espèce de serpents de la famille des Uropeltidae.

## Répartition
Cette espèce est endémique du sud de l'Inde.

## Publications originales
- Beddome, 1867 : Descriptions and figures of Five New Snakes from the Madras Presidency. Madras Quarterly Journal of Medical Science, vol. 11, p. 14-16 (texte intégral).
- Beddome, 1886 : An Account of the Earth-Snakes of the Peninsula of India and Ceylon. Annals and Magazine of Natural History, ser. 5, vol. 17, p. 3-33 (texte intégral).